# Parti libéral (Luxembourg)
Pour les articles homonymes, voir Parti libéral.
Le parti libéral est un ancien parti politique luxembourgeois.

## Histoire
Le parti libéral est créé par Nicholas Mathieu et succède à son précédent parti, le parti démocratique progressiste du Nord et lié cette fois-ci au parti radical-libéral.
Le parti participe aux élections législatives de 1937 où obtient 3,6 % des voix et remporte un siège ; il ne participera à aucune autre élection.

## Résultats électoraux
| Année | Voix   | %   | Rang | Sièges |
| ----- | ------ | --- | ---- | ------ |
| 1937  | 27 621 | 3,6 | 6e   | 1 / 55 |

## Utilisations ultérieures du nom
Le nom « parti libéral » est réutilisé par deux mouvements après la Seconde Guerre mondiale :
- Pour les élections législatives de 1945 où il échouera à obtenir des sièges et dont la plupart des membres rejoignent au cours des années 1950 le groupe patriotique et démocratique ;
- Comme scission du Parti démocratique en 1974, où il participera aux élections législatives de 1974 et 1979, là encore sans remporter de sièges.